# Alexander Duncker
Pour les articles homonymes, voir Duncker.
Alexander Friedrich Wilhelm Duncker, né le 18 février 1813 à Berlin et mort le 23 août 1897 à Berlin, est un éditeur et libraire prussien. Il est le fils du libraire Carl Friedrich Wilhelm Duncker (1786-1869) et de son épouse, née Fanny Wolff et le frère de l'historien et homme politique Maximilian Duncker (1811-1886); du membre de l'assemblée nationale prussienne (mars-décembre 1848) Hermann Carl Rudolf Duncker; et de l'éditeur réformiste Franz Duncker (1822-1888), cofondateur des associations syndicales de Hirsch-Duncker (de).
Son père avait fondé avec Peter Humblot la maison d'éditions Duncker & Humblot en 1809. Alexander fonde quant à lui la maison Verlag Alexander Duncker en 1837. Il obtient le titre de libraire royal en 1841. Il prend part aux guerres de 1864 contre le Danemark, 1866 contre l'Autriche et 1870 contre la France en tant qu'officier de réserve.
Son œuvre majeure est un recueil d'art en plusieurs volumes remarquable pour l'époque de lithographies colorées représentant les châteaux et gentilhommières du Brandebourg, de Silésie, de Saxe, de Rhénanie, de Poméranie, de Prusse, de Westphalie, de Posnanie, du Schleswig-Holstein et de Hesse-Nassau. Il est publié entre 1857 et 1883 et rassemble 960 vues de 20 x 15 cm. Le prix était d'un thaler 1/4 par vue, plus tard 4 marks et 25 pfennigs, soit 1 360 marks pour l'ensemble.
Son autre projet était la publication de la correspondance de Frédéric le Grand qui fut interrompu par sa mort et repris plus tard. Il écrivit et publia aussi des récits et une pièce patriotique.
Il est le père de la femme de lettres Dora Duncker.

## Galerie

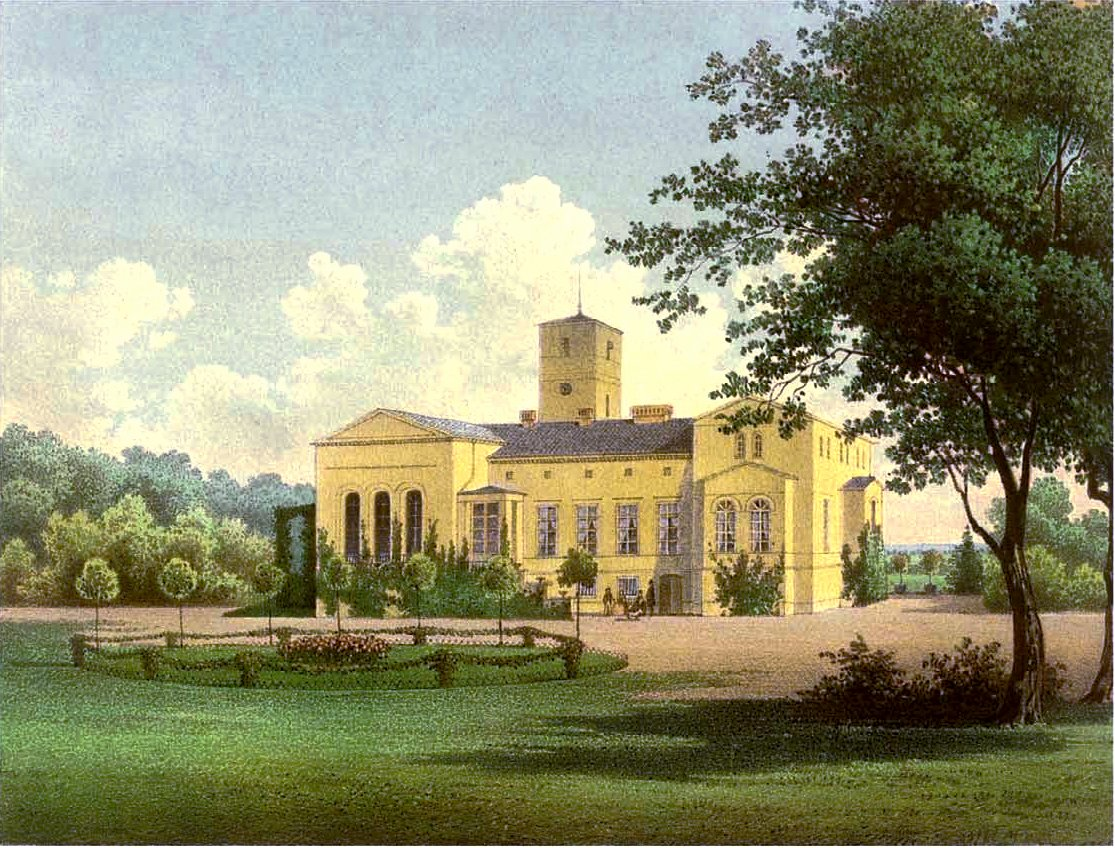
Manoir de Glietz (Brandebourg) en 1865
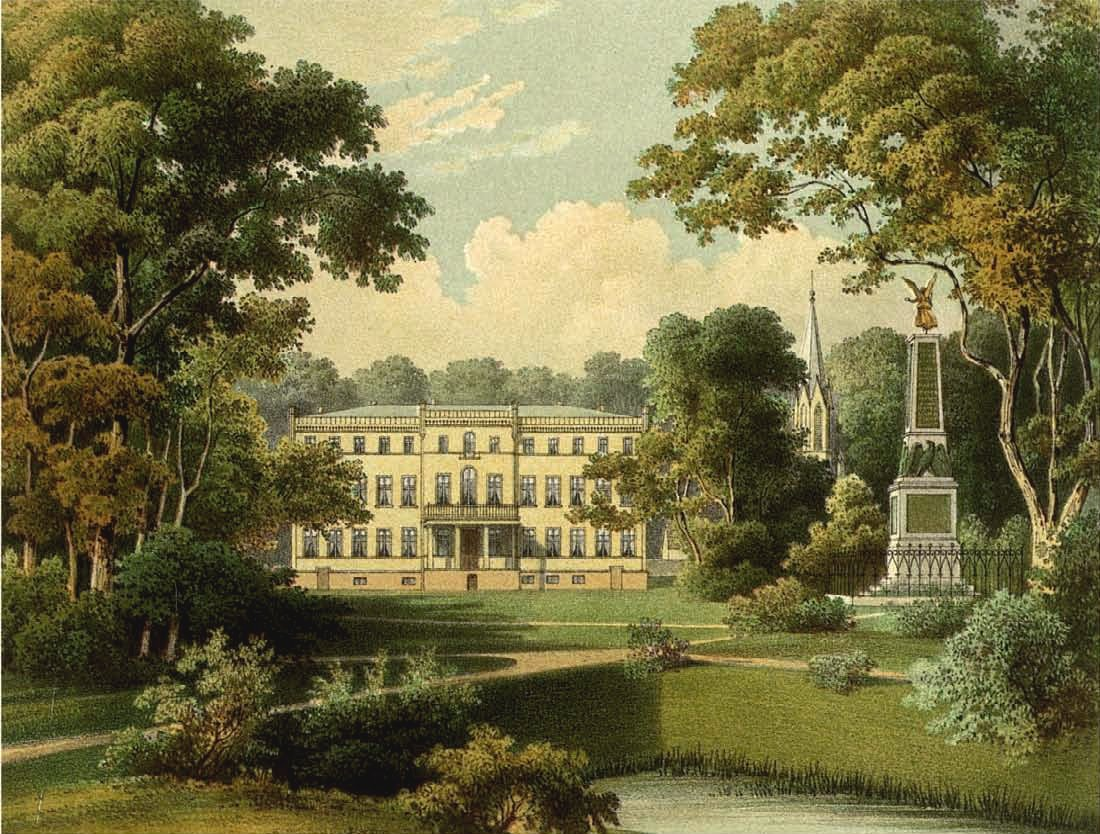
Château de Tamsel dans le Brandebourg-Oriental
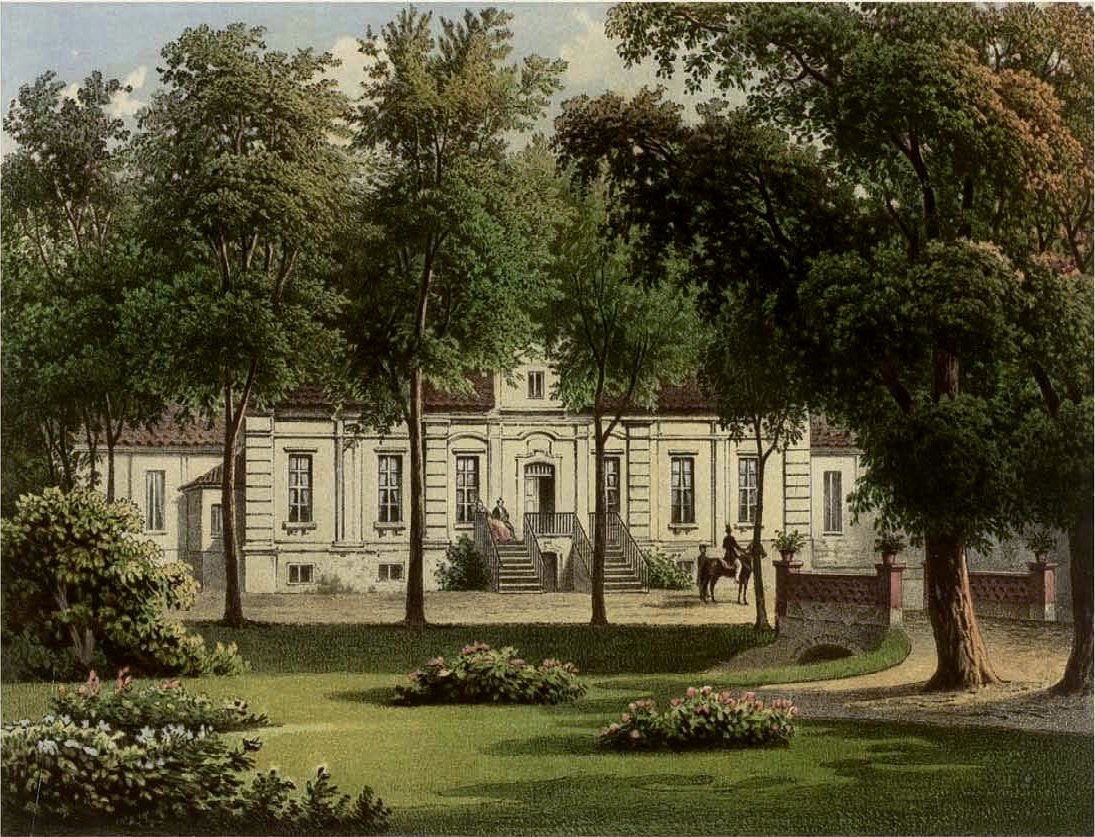
Manoir de Fredersdorf dans le Brandebourg
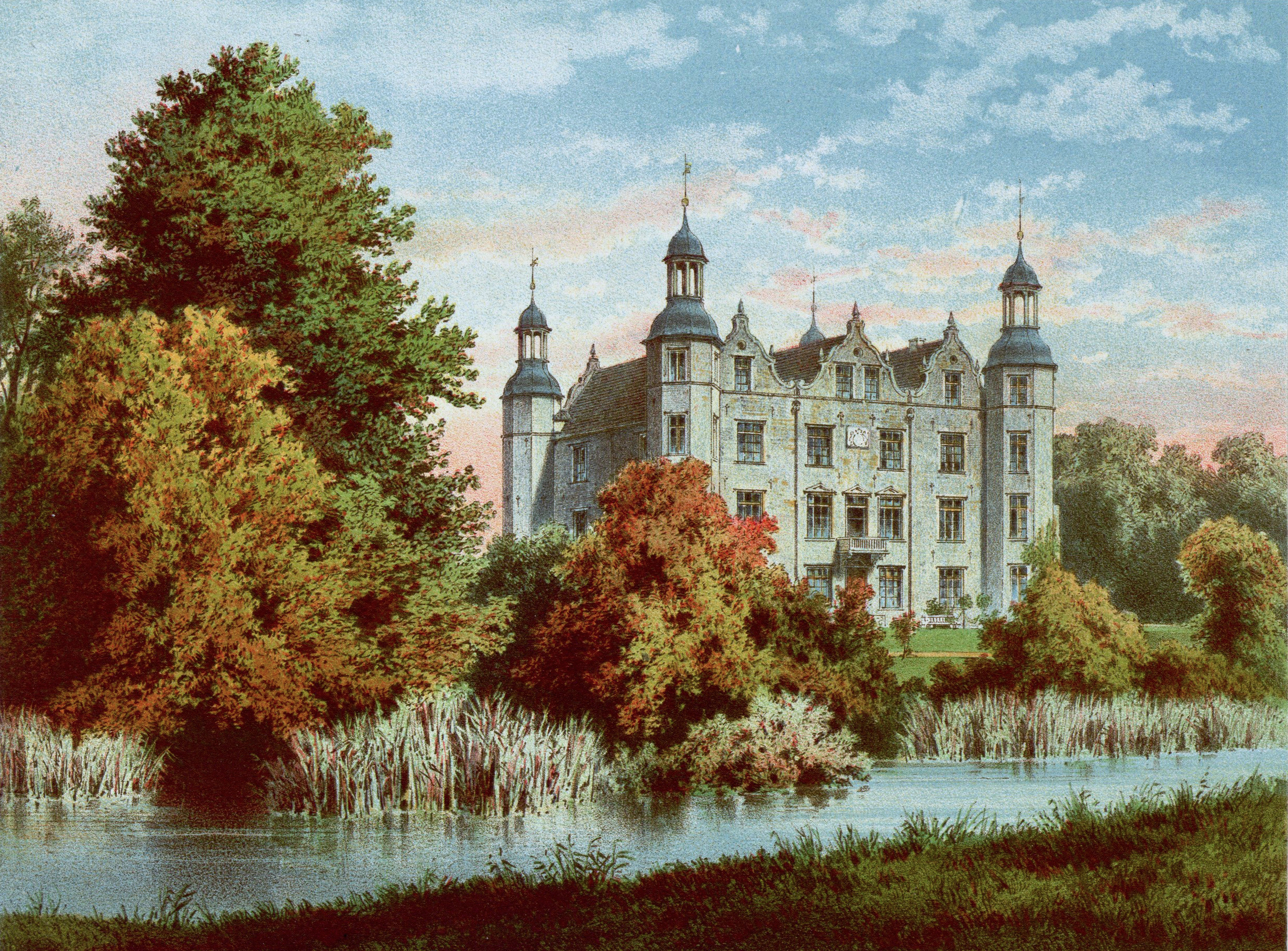
Château d'Ahrensburg dans le Schleswig-Holstein
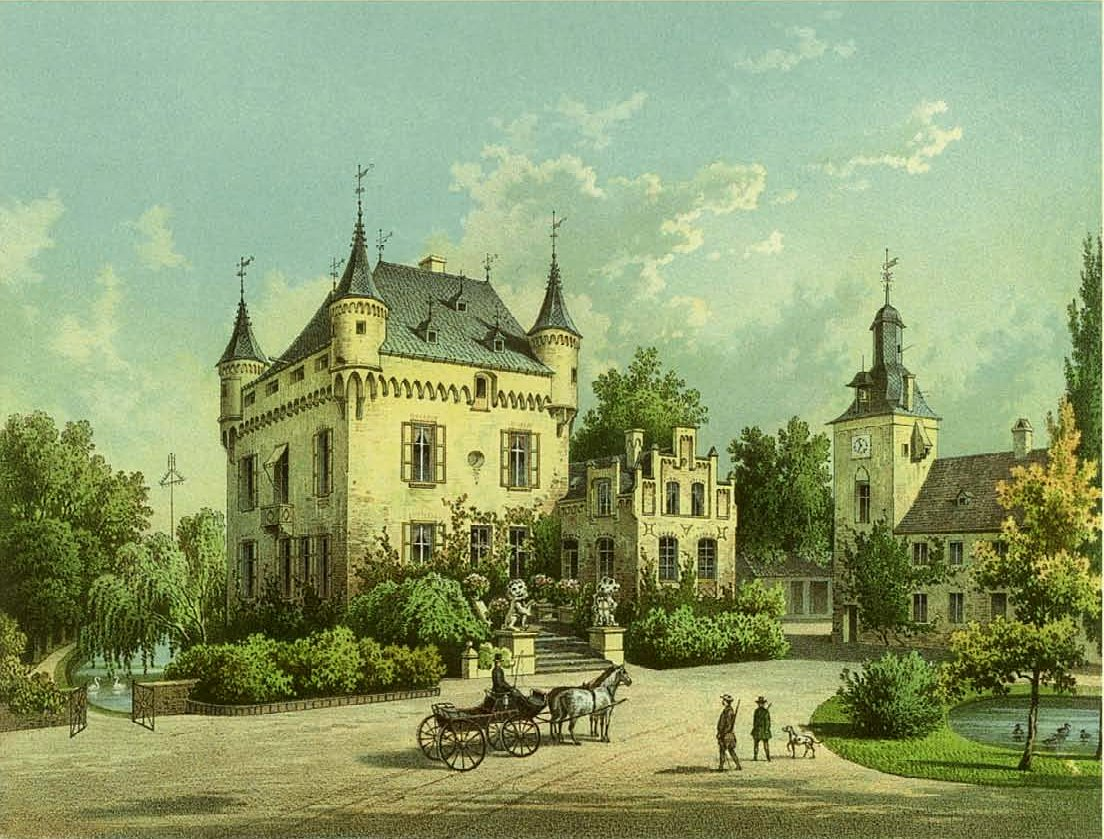
Château de Lörsfeld en Rhénanie
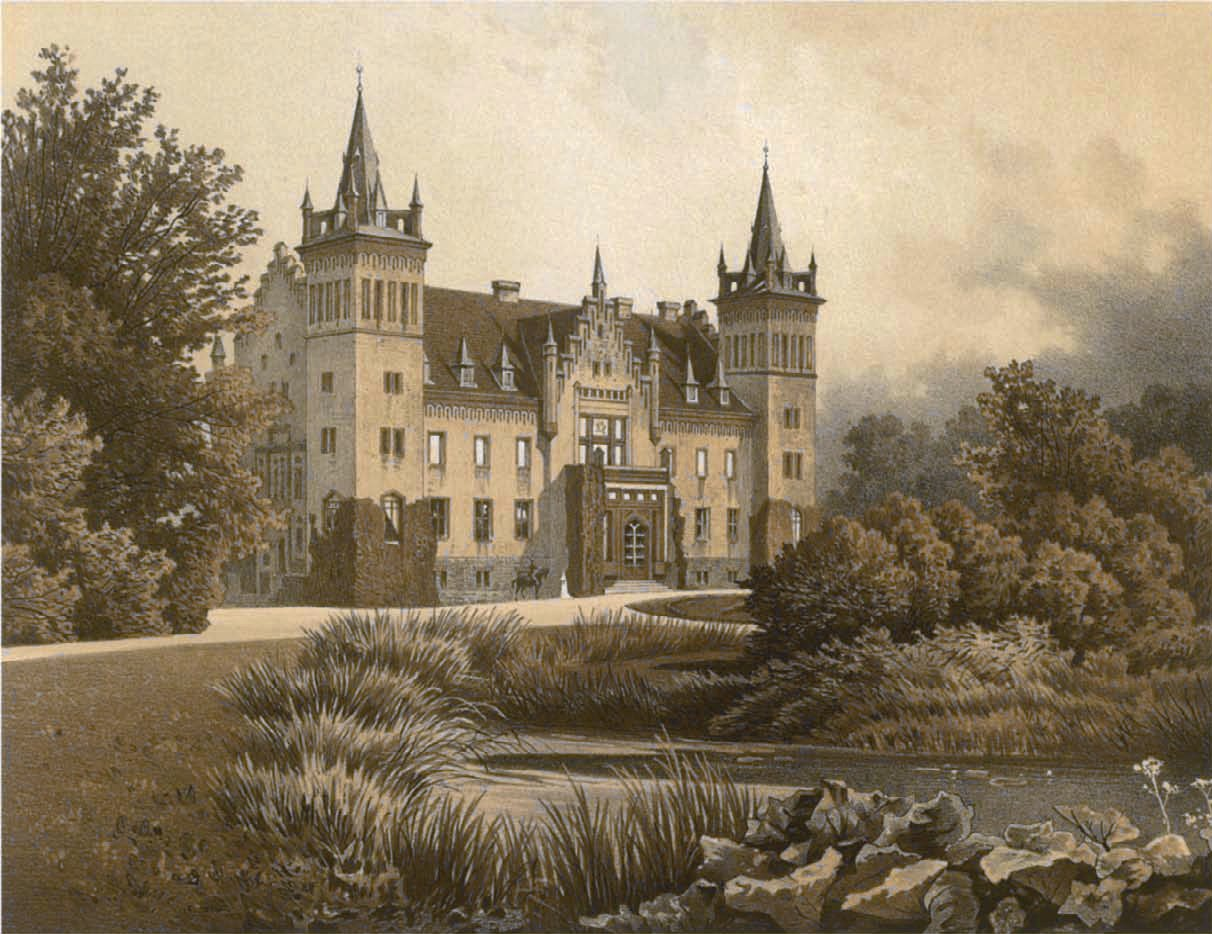
Château de Rosbitek dans la Marche de Brandebourg
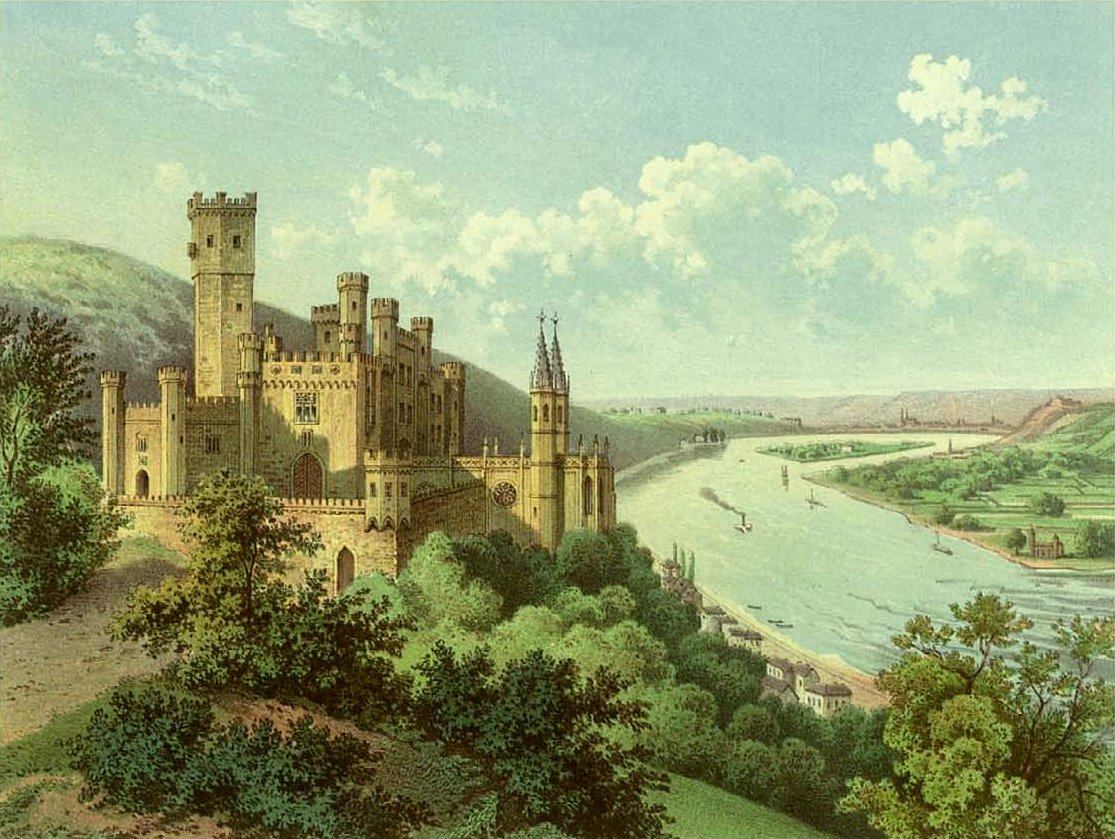
Château de Stolzenfels dominant le Rhin
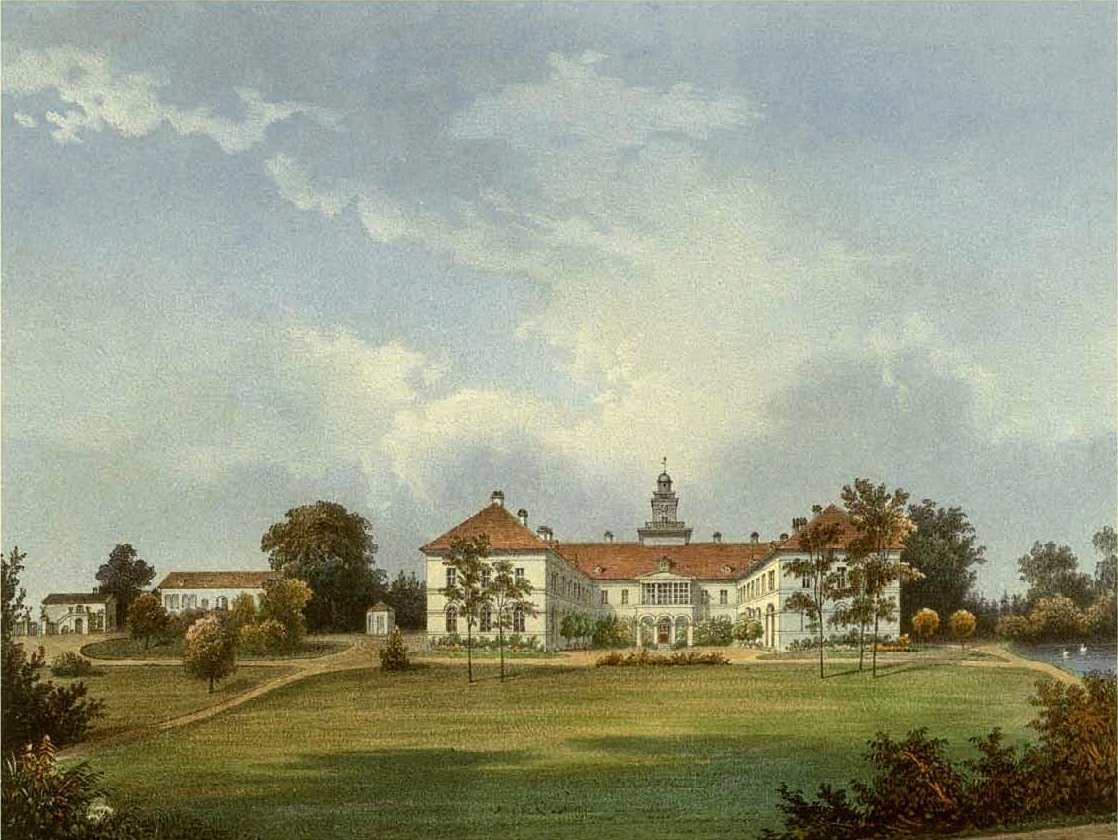
Château de Tillowitz (de) dans l'ancienne province de Silésie
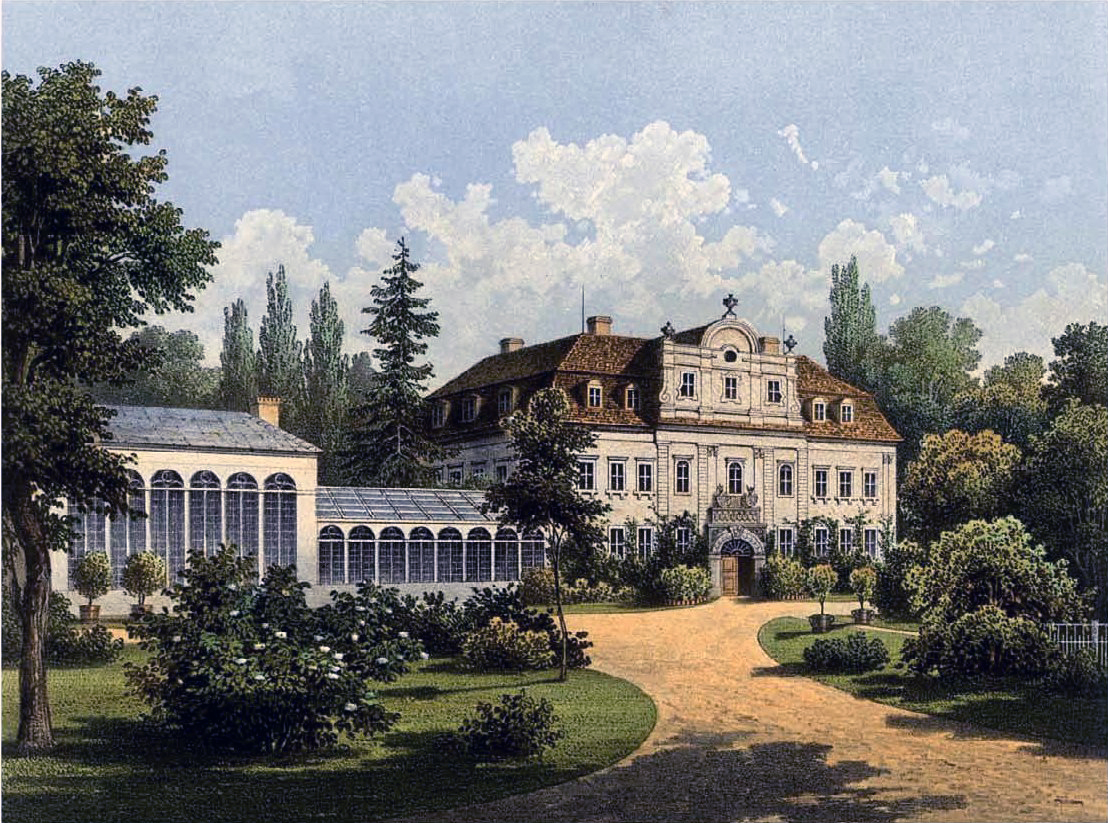
Palais de Kietlin